# سیارک ۶۸۰۲
سیارک ۶۸۰۲ (به انگلیسی: 6802 Cernovice، نامگذاری:1995UQ2) شش هزار و هشتصد و دومین سیارک کشف شده‌است که در ۲۴ اکتبر ۱۹۹۵ کشف شد.
قدر مطلق سیارک برابر ۱۳٫۰۰ است.